# Actinothoe lobata
Actinothoe lobata is een zeeanemonensoort uit de familie Sagartiidae.
Actinothoe lobata is voor het eerst wetenschappelijk beschreven door Carlgren in 1899.